# Alfa Romeo Tipo 308
L'Alfa Romeo Tipo 308 (o 8C-308) è una vettura da competizione prodotta dall'Alfa Romeo nel 1938 in 4 esemplari. Progettata da Gioachino Colombo sotto la guida di Enzo Ferrari, all'epoca direttore dell'Alfa Corse, rispettava il nuovo regolamento internazionale per le vetture da Gran premio che prevedeva dal 1938 una cilindrata massima di 3000 cm3 per i motori sovralimentati e di 4500 per quelli aspirati.

## Storia

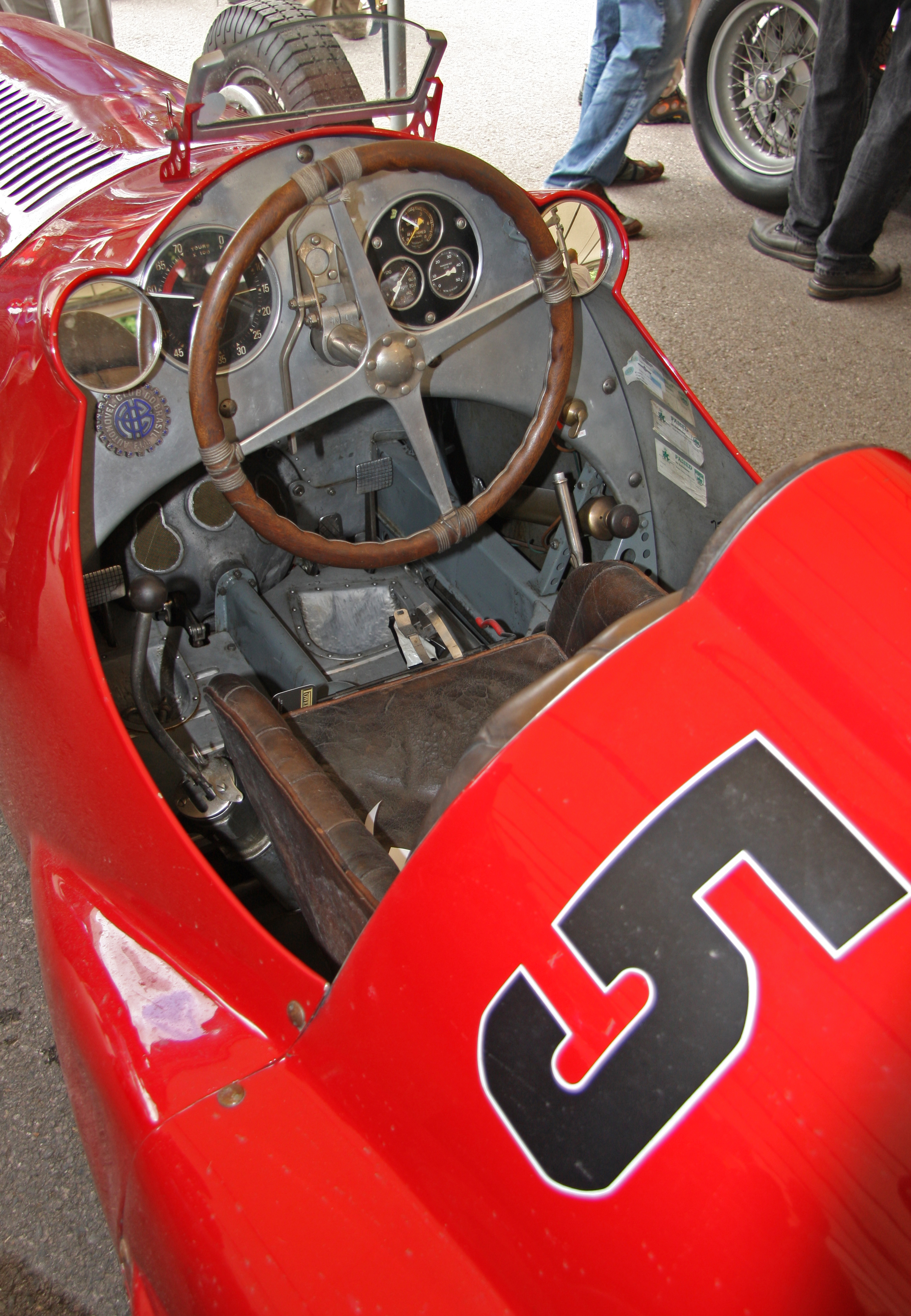
L'abitacolo della Tipo 308

Il progetto, derivato dalla Tipo C, venne sviluppato insieme a quello della vettura sport biposto 8C 2900 B con cui condivide i principi tecnici e gli organi meccanici principali adattandoli ad una monoposto.
Rispetto alla 8C 2900 B il passo venne accorciato a 2,75 m e il posto di guida venne spostato al centro modificando la pedaliere e gli organi di sterzo per adattarli alla nuova posizione. Per il resto l'auto ricalcava la 8C 2900 B con sospensioni a quattro ruote indipendenti, cambio a quattro marce montato al retrotreno e freni a tamburo a comando idraulico. La carrozzeria in lega leggera anticipa le forme di un'altra Alfa Romeo sviluppata nello stesso periodo dal team di Enzo Ferrari, la 158 "Alfetta".
La 308 è dotata del motore otto cilindri in linea che aveva debuttato sulla P3 da 2991 cm³ di cilindrata che, grazie alla sovralimentazione con due compressori a lobi e ad ulteriori affinamenti, erogava ora una potenza di 295 CV; comunque non sufficienti per battersi contro Auto Union e Mercedes-Benz, che già superavano i 400 CV.
La nuova monoposto debuttò al Gran Premio di Pau del 1938 ma entrambe le vetture, guidate da Tazio Nuvolari e Luigi Villoresi, furono costrette al ritiro sebbene il primo avesse ottenuto il giro veloce in gara. L'auto di Nuvolari addirittura prende fuoco provocandogli delle ustioni che lo spingeranno a lasciare l'Alfa Romeo passando all'Auto Union.
Nella successiva gara, il Gran Premio di Tripoli, Eugenio Siena morì schiantandosi contro un muretto su una di queste vetture mentre grazie a Carlo Maria Pintacuda arrivò la prima affermazione nei Grand Prix con quello di Rio de Janeiro.
Alla Mille Miglia 1938 l'Alfa Romeo 8C 2900 B MM Spider Touring di Clemente Biondetti - Aldo Stefani vinse la gara stabilendo una media record grazie anche ad un motore potenziato della Tipo 308.
Tra il 1938 ed il 1939 vinse due gare in salita disputate a La Turbie con Jean-Pierre Wimille che poi vinse un altro paio di gare in Europa negli anni '40 dopo la guerra. Una delle 4 vetture fu esportata in Argentina, dove raccolse alcuni successi e piazzamenti nelle gare locali grazie a Oscar Alfredo Gálvez, e ora si trova nel museo fondato da Juan Manuel Fangio.
Un'altra fu venduta negli Stati Uniti e dopo la seconda guerra mondiale Louis Durant la portò al sesto posto nella 500 Miglia di Indianapolis del 1946; l'anno successivo è arrivato 7 ° con Walt Brown. Nel 1948, Johnny Mauro guidò la macchina all'ottavo posto; questa auto si trova ora nel Museo della Hall of Fame dell'Indianapolis Motor Speedway.  Probabilmente è la macchina, ex-Raymond Sommer, che fu usata anche nella 500 Miglia di Indianapolis del 1940 da Chet Miller.
L'eredità della Tipo 308 fu raccolta dalla 158 "Alfetta" perché le sue evoluzioni successive (la 312 e la 316) non ebbero il successo sperato.

## Le vittorie principali

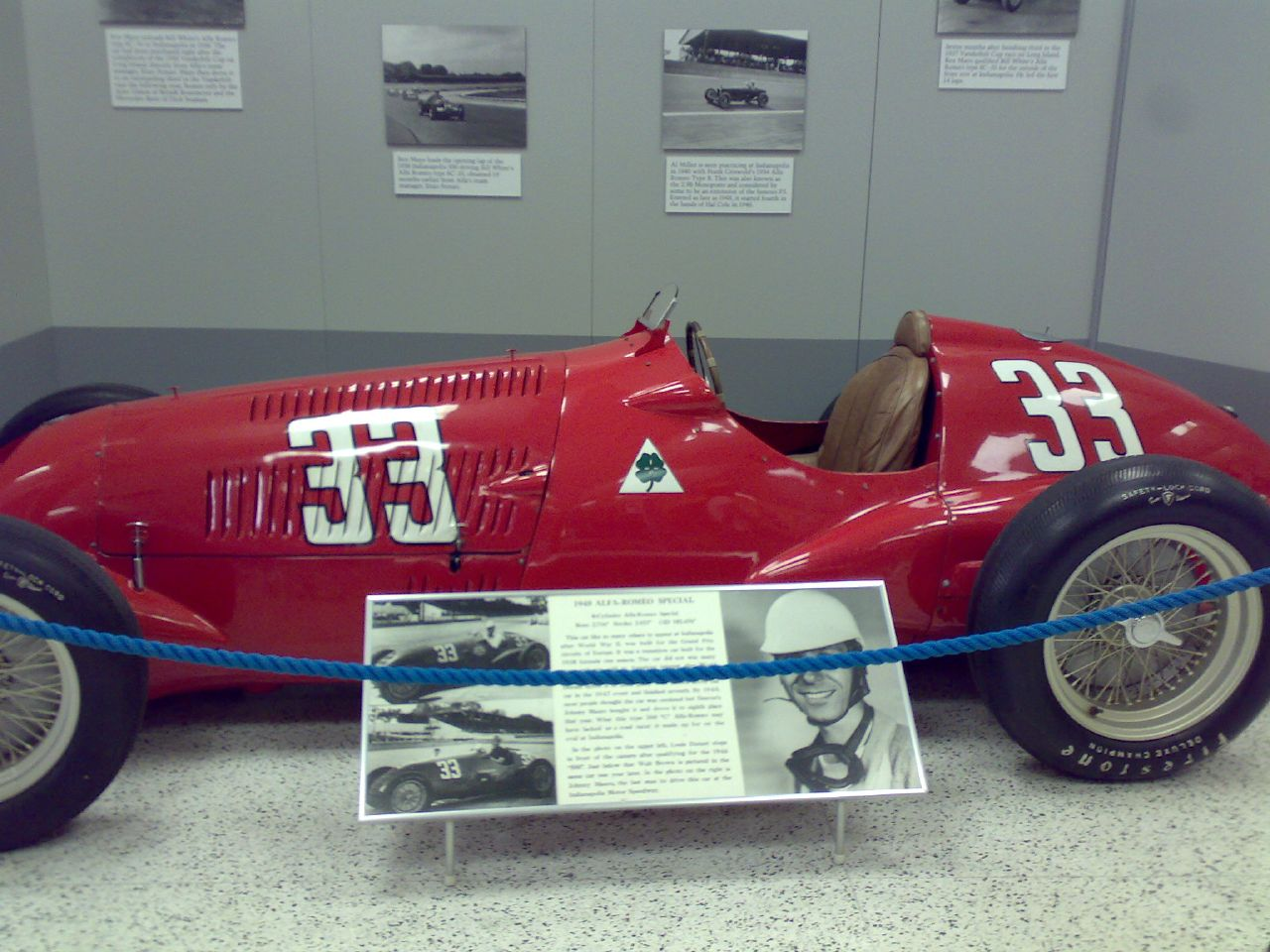
L'Alfa Romeo 308 di Johnny Mauro allo Indianapolis Motor Speedway Hall of Fame Museum

- 1938 Gran Premio di Rio De Janeiro, Carlo Maria Pintacuda
- 1939 Circuito di Remparts - Angoulême, Raymond Sommer
- 1946 Gran Premio della Borgogna, Jean-Pierre Wimille
- 1946 Gran Premio del Roussillon - Circuit des Platanes - Perpignano, Jean-Pierre Wimille
- 1947 Gran Premio di Rosario, Achille Varzi
- 1948 Gran Premio di San Paolo, Jean-Pierre Wimille
- 1949 Gran Premio di Buenos Aires, Oscar Alfredo Gálvez

### I piazzamenti alla 500 Miglia di Indianapolis
- 1940 Chet Miller, 17°
- 1946 Louis Durant, 6°
- 1947 Walt Brown, 7°
- 1948 Johnny Mauro, 8°